# Scolopendra alternans
Scolopendra alternans – gatunek parecznika z rodziny skolopendrowatych. Występuje w obu Amerykach od Florydy poprzez Kubę, Bahamy, Jamajkę, Haiti, Dominikanę, Haiti, Portoryko, Wenezuelę do północnej Brazylii. Duży parecznik o długości ciała dochodzącej do 18 cm. Zaobserwowano atak tego gatunku na ropuchę aga (Rhinella marina).